# Ganggrab von Skamby
Das Ganggrab von Skamby (dänisch Skamby jættestue) liegt in den Resten eines Rundhügels im Norden von Skamby auf der dänischen Insel Fünen. Das Ganggrab ist eine Bauform jungsteinzeitlicher Megalithanlagen der Trichterbecherkultur (TBK), die aus einer Kammer und einem baulich abgesetzten, lateralen Gang besteht. Diese Form ist primär in Dänemark, Deutschland und Skandinavien, sowie vereinzelt in Frankreich und den Niederlanden zu finden.
Die Nordost-Südwest orientierte, für ein Ganggrab kleine Kammer misst 3,3 m × 1,9 m und besteht aus neun Tragsteinen. Drei an der Nordseite; an den anderen Seiten jeweils zwei. Die etwa birnenförmige Kammer wird von zwei Decksteinen bedeckt. Auf dem westlichen Deckstein befinden sich 15–20 Schälchen. 
Der zwischen 0,5 und 0,7 m breite Gangrest besteht aus fünf Tragsteinen, drei im Westen und zwei im Osten, ohne Decksteine. Außerhalb des Ganges befanden sich Ausräumungsschichten (dänisch Udrømningslag) aus der Grabkammer. Sowohl in der Kammer und im Gang wurden Skelettteile und Antiquitäten gefunden, darunter eine Streitaxt der Einzelgrabkultur. 
Das Trockenmauerwerk in den Lücken der Anlage ist gut erhalten.
Südöstlich des Ortes liegt mit 5 bis 6 m Höhe und etwa 30 m Durchmesser der „Thorshøj von Skamby“, einer der größten Grabhügel auf Fünen. Etwa 2,5 km südöstlich liegt die Schiffssetzung mit dem Runenstein von Glavendrup.